# Eleutherodactylus wixarika
Eleutherodactylus wixarika es una especie de rana de la familia Eleutherodactylidae.

## Distribución geográfica
Es endémica de los montanos del centro-oeste de México.

## Estado de conservación
Se encuentra amenazada por la pérdida de su hábitat natural. 